# Ismail Haki Tatzati
Ismail Haki Tatzati (ur. 1878 we wsi Tatzat k. Delviny, zm. 3 sierpnia 1945 w Gjirokastrze) – albański polityk i wojskowy, minister wojny w latach 1921–1922.

## Życiorys
Uczył się w gimnazjum w Monastirze. W 1900 ukończył Akademię Wojskową w Stambule. Po ukończeniu szkoły rozpoczął służbę w Seresie. W 1905 powrócił do Stambułu, a rok później został skierowany do garnizonu w Gjirokastrze. W latach 1908–1913 w stopniu majora służył w garnizonie w Elbasanie.
W 1913, kiedy powstawało państwo albańskie Tatzati porzucił służbę w armii osmańskiej i zadeklarował wierność wobec rządu Ismaila Qemala. W 1914 dowodził batalionem żandarmerii albańskiej, stacjonującym w Gjirokastrze. Podległe mu siły wzięły udział w walkach z Grekami, próbującymi przejąć kontrolę nad południową Albanią.
W latach 1916–1918 w służbie austro-węgierskiej, pełnił funkcję podprefekta. 14 grudnia 1920 powrócił do służby w armii obejmując dowództwo nad regimentem, stacjonującym w Szkodrze. Podległe mu siły w 1920 ochraniały obrady kongresu w Lushnji, na którym podjęto decyzje o odbudowie państwowości albańskiej. W 1921 objął stanowisko ministra wojny w rządzie Xhafera Ypiego, które pełnił przez rok. W tym czasie związał się ze środowiskiem politycznym Związku Narodowego (Bashkimi Kombetar). Po objęciu stanowiska premiera przez Ahmeda Zogu, Tatzati podał się do dymisji.
W 1923 objął dowództwo nad jednostkami wojskowymi stacjonującymi w Tiranie. W tym czasie uczestniczył w przygotowaniu projektu reformy armii albańskiej. W 1925 po dojściu do władzy Ahmeda Zogu, Tatzati wyjechał z kraju. Na emigracji związał się z opozycyjnym wobec rządów Zogu Związkiem Narodowym (Bashkimi Kombëtar). W latach 30. przebywał w Grecji. Powrócił do kraju po agresji włoskiej w 1939. Nie przyjął propozycji włoskich władz okupacyjnych, aby powrócić do służby w armii.
Działał w organizacji Balli Kombëtar w stopniu pułkownika, a jego dom stał się jedną z baz organizacji. Aresztowany w 1945 przez władze komunistyczne stanął przed Sądem Specjalnym i jako „wróg ludu” został skazany na karę śmierci. 3 sierpnia 1945 stracony przez rozstrzelanie na zamku w Gjirokastrze.